# Казаяк-Хуснулліно
Казая́к-Хусну́лліно (рос. Казаяк-Хуснуллино, башк. Ҡаҙаяк-Хөснулла) — присілок у складі Іглінського району Башкортостану, Росія. Входить до складу Красновосходської сільської ради.
За 2 км на північний захід від присілка 1989 року сталася залізнична катастрофа.
Населення — 53 особи (2010; 37 в 2002).
Національний склад:
- башкири — 89 %